# Afrotrewia
Afrotrewia – monotypowy rodzaj roślin z rodziny wilczomleczowatych (Euphorbiaceae) obejmujący tylko gatunek Afrotrewia kamerunica Pax & K.Hoffm. Występuje w zachodniej części równikowej Afryki.